# Хуадонов, Георгий Борисович
Гео́ргий Бори́сович Хуадонов (19 сентября 1954, Дилижан — 10 октября 2014) — советский футболист, полузащитник, нападающий.
Отец Борис Дударович Хуадонов занимался борьбой, ветеран Великой Отечественной войны. Возглавлял Федерацию футбола Северной Осетии.
Георгий Хуадонов с детства начал играть в футбол, его партнёрами по дворовым играм были, в частности, Валерий Газзаев и Руслан Цаликов. В рамках детских соревнований «Кожаный мяч» команда Хуадонова и Газзаева выиграла первенство Северо-Осетинской АССР, а Газзаев с Хуадоновым стали лучшими бомбардирами турнира. Команду намеревались направить на всесоюзные соревнования, однако из-за ряда проблем это осуществить так и не удалось.
Профессионально играть Георгий начинал за «Динамо» Орджоникидзе, тренер Муса Данилович Цаликов, затем — в группе подготовки «Спартака», тренеры Ковалев и Аситов. Практически всю карьеру провёл в «Спартаке» Орджоникидзе в первой (1974—1981, 1984) и второй (1982—1983) лигах. Сыграл 379 матчей, забил 51 гол, был капитаном. Завершил профессиональную карьеру в 1985 году в грозненском «Тереке».
Скончался в 2014 году в возрасте 60 лет.